# Merijn van Oijen
Merijn van Oijen (Turnhout, 10 december 1973) is een Nederlandse stuurman in de roeisport. Hij vertegenwoordigde bij verschillende grote internationale wedstrijden. Eenmaal nam hij deel aan de Olympische Spelen, maar won hierbij geen medaille.
In 2000 maakte hij zijn debuut op de Olympische Spelen van Sydney. Hij was hierbij stuurman van de Holland Acht. Met zijn 55 kg voldeed hij precies aan het minimum gewicht van een stuurman. Met een tijd van 5:36.63 moest hij met zijn teamgenoten genoegen nemen met een achtste plaats.
Hij is het grootste deel van zijn stuurcarrière uitgekomen voor A.U.S.R. Orca, waar hij nog altijd de stuurblikkenlijst aanvoert. Verder is hij onder andere lid van de Leander Club.

## Palmares

### roeien (vier met stuurman)
- 1998: 11e WK - 6:11.27
- 2004: 4e WK - 6:23.61

### roeien (acht met stuurman)
- 1997: 8e Wereldbeker I - 6:36.00
- 1997: 7e WK - 5:46.87
- 1999: 4e Wereldbeker I - 5:46.49
- 1999:  Wereldbeker III - 5:26.58
- 1999: 5e WK - 6:10.54
- 2000:  Wereldbeker I - 5:59.25
- 2000: 8e Wereldbeker III - 5:42.29
- 2000: 8e OS - 5:36.63
- 2001: 7e Wereldbeker II - 5:54.96
- 2001: 6e Wereldbeker IV - 6:03.32

### roeien (lichte acht met stuurman)
- 1994: 4e WK - 5:35.49
- 1996: 5e WK - 6:02.74
- 2001: 10e WK - 5:38.24